# Île de l'Est
Île de l'Est ili Istočni otok dio je subantarktičkog arhipelaga otočja Crozet. Sa površinom od 130 km2 to je drugi najveći otok u skupini. Dio je francuskih južnih i antarktičkih zemalja.

## Opis
Otok je najistočniji dio arhipelaga, leži oko 20 km istočno od Île de la Possession (Otok Posjeda). Krajolik je uglavnom goli kamen; najbrdovitiji je u arhipelagu, s vrhom visine 1090 m, i razvedenu obalu visokih litica. Raščlanjeno je s nekoliko strmih dolina ledenjačkog podrijetla. Jedine unesene životinje su kunići. Nema ljudske infrastrukture; samo ga povremeno posjećuju istraživači.

## Važno područje za ptice
BirdLife International označio je otok kao važno područje za ptice (IBA) kao mjesto za razmnožavanje morskih ptica. Ključne vrste su kraljevski (Aptenodytes patagonicus), žutonogi (Pygoscelis papua), zlatnouhi (Eudyptes chrysolophus) i krunati pingvin (Eudyptes moseleyi), albatros lutalica (Diomedea exulans), sivoglavi (Thalassarche chrysostoma), sivi (Phoebetria palpebrata), mrki (Phoebetria fusca) i žutokljuni albatros (Thalassarche melanophris), sjeverni veliki burnjak, veliki burnjak, širokorepi, sinji, dugokrili, sivi, bjelobrki, sivosmeđi, bjelogrli i kratkokljuni zovoji, šarenonoga (Oceanites oceanicus), sivoleđa (Garrodia nereis) i crnotrba burnica (Fregetta tropica), burnica njorka (Pelecanoides urinatrix) i zdepasta burnica (Pelecanoides georgicus), rod Leucocarbo, smeđi pomornik (Stercorarius antarcticus) i sivorepa čigra (Sterna virgata). Kerguelenska patke (Anas eatoni) su također prisutne. Otok je također mjesto najveće gnjezdeće populacije tuljana Mirounga leonina u otočju.

### Galerija slika
Galerija slika ptica koje žive na otoku Île de l'Est, slike nisu nužno sa otoka.
- Pingvini
- Kraljevski pingvin (Aptenodytes patagonicus)
- Žutonogi pingvin (Pygoscelis papua)
- Zlatnouhi pingvin (Eudyptes chrysolophus)
- Krunati pingvin (Eudyptes moseleyi)

- Albatrosi
- Albatros lutalica (Diomedea exulans)
- Sivoglavi albatros (Thalassarche chrysostoma)
- Sivi albatros (Phoebetria palpebrata)
- Mrki albatros (Phoebetria fusca)
- Žutokljuni albatros (Thalassarche melanophris)

## Vanjske poveznice
|  | Zajednički poslužitelj ima još gradiva o temi Île de l'Est |